# Pacoval
Pacoval é um bairro do município brasileiro de Macapá, capital do estado do Amapá. Segundo o censo demográfico de 2022, realizado pelo Instituto Brasileiro de Geografia e Estatística (IBGE), sua população era de 11 704 habitantes e havia 3 206 domicílios particulares permanentes ocupados.
De acordo com o IBGE, em 2010 a população era de 12 216 habitantes e havia 2 860 domicílios particulares.
Os primeiros moradores da área do atual bairro foram nordestinos, que se instalaram ao redor do Lago do Pacoval em meados do século XVIII e praticavam a agricultura. O nome do lugar é derivado de "pacobal", que significa bananal, e se deve ao fato dos indígenas cultivarem bananas no local. Na década de 1960, ocorreu o processo de urbanização, acompanhando o desenvolvimento econômico e populacional que vinha sendo observado na cidade.